# Горопаї
Горопа́ї — село в Україні, у Любарській селищній територіальній громаді Житомирського району Житомирської області. Чисельність населення становить 592 особи (2001). У 1923—72 та 1992—2017 роках — адміністративний центр колишньої однойменної сільської ради.

## Населення
За довідником 1885 року в селі мешкало 807 осіб, налічувалося 83 дворових господарства.
Відповідно до результатів перепису населення Російської імперії 1897 року, загальна кількість мешканців становила 1 227 осіб, з них: православних — 1 203, чоловіків — 606, жінок — 621.
Наприкінці 19 століття налічувалося 1 100 мешканців, дворів — 190, у 1906 році — 1 227 мешканців, дворів — 202, у 1923 році — 1 481 мешканець, дворів — 251.
Відповідно до перепису населення СРСР 17 грудня 1926 року, чисельність населення становила 1 477 осіб, з них 705 чоловіків та 772 жінки; за національністю: українців — 1 477. Кількість господарств — 358.
Відповідно до результатів перепису населення СРСР, кількість населення станом на 12 січня 1989 року становила 677 осіб. Станом на 5 грудня 2001 року, відповідно до перепису населення України, кількість мешканців села становила 592 особи.

### Мова
Розподіл населення за рідною мовою за даними перепису 2001 року:
| Мова       | Кількість | Відсоток |
| ---------- | --------- | -------- |
| українська | 588       | 99.32 %  |
| російська  | 4         | 0.68 %   |
| Усього     | 592       | 100 %    |

## Історія
Час заснування невідомий. Колишня власність князів Острозьких, від 1753 року — Любомирських. Згадується у люстрації Київського воєводства 1754 року, належало до Чорторийського ключа, було там 60 дворів. Після Любомирських селом володіли Кордиші, Прушинські, Малиновські.
За довідником 1885 року — колишнє поміщицьке село Гордіївської волості Новоград-Волинського повіту Волинської губернії. Були церковна парафія, школа.
В другій половині 19 століття — село Гордіївської волості Новоград-Волинського повіту Волинської губернії, за 80 верст від Житомира та Новограда-Волинського, за 9 верст від найближчої залізничної станції Печанівка, за 15 верст від найближчої поштової станції у Чуднові. Великий землевласник — Ф. А. Терещенко, перед Терещенками селом володіли Малиновські. Селян-землевласників — 307 осіб, землі селянської — 740 десятин, землі двірської — 864 десятини. Була дерев'яна, покрита бляхою, церква, невідомо коли і ким збудована; при церкві така ж дзвіниця. Земля при церкві близько 73 десятин у різних місцях: за 0,5, 3 і 6 верст від церкви. На землю була ерекція та план, складений 18 травня 1871 року. Дворів 129, вірян 1 021 особа обох статей, римокатоликів — 6, євреїв — 20. Від 1876 року діяло однокласне народне училище. Церковна парафія входила до 3-го благочинного округу Новоград-Волинського повіту. Сусідні парафії: Липне (3 версти), Меленці (5 верст), Привітів (6 верст).
Наприкінці 19 століття — село Новочарторийської волості Новоград-Волинського (Звягельського) повіту Волинської губернії. Лежало над притокою Случі, за 75 верст (82 км) від повітового міста, за 15 верст від поштової станції у Чуднові, за 9 верст від найближчої залізничної станції Печанівка. Була дерев'яна церква, від 1876 року діяла школа. Власність спадкоємців Федора Терещенка, які володіли 785 десятинами ріллі та 145 десятин лісу.
У 1906 році — село Новочарторийської волості (4-го стану) Новоград-Волинського повіту Волинської губернії. Відстань до повітового центру м. Новоград-Волинський становила 67 верст, до волосного центру містечка Нова Чортория — 7 верст. Поштове відділення — Нова Чортория. У 1913 році дворянка Уварова Наталія Федорівна володіла землею у розмірі 901 десятин.
У 1923 році увійшло до складу новоствореної Горопаївської сільської ради, яка 7 березня 1923 року включена до складу новоутвореного Любарського району Житомирської округи; адміністративний центр ради. Розміщувалося за 11 верст від районного центру міст. Любар. 17 червня 1925 року Любарський район передано до складу Бердичівської округи. Відстань до районного центру міст. Любар становила 13 верст, до окружного центру в Бердичеві — 65 верст, до найближчої залізничної станції Печанівка — 7 верст.
30 грудня 1962 року, в складі сільської ради, передане до Дзержинського району Житомирської області, 4 січня 1965 року повернуте до складу відновленого Любарського району. 10 травня 1972 року, відповідно до рішення Житомирського облвиконкому № 194 «Про ліквідацію, утворення, окремих сільрад та зміни в адміністративному підпорядкуванні деяких населених пунктів Любарського і Малинського районів», Горопаївську сільську раду ліквідовано, село підпорядковане Привітівській сільській раді Любарського району. 26 червня 1992 року, відповідно до рішення Житомирської обласної ради «Про внесення змін в адміністративно-територіальний устрій окремих районів», в селі відновлено окрему сільську раду в складі Любарського району.
10 березня 2017 року включене до складу новоутвореної Любарської селищної територіальної громади Любарського району Житомирської області. Від 19 липня 2020 року, разом з громадою, в складі новоствореного Житомирського району Житомирської області.